# Kumina
Kumina ou Cumina est à la fois une religion et une musique pratiquée par les habitants de l'est de la Jamaïque. Ces gens ont conservé les tambours et les danses des Kongos. Ils ont conservé une grande partie de la langue kikongo.
Le Kumina a sa base à St Thomas, où des Africains arrivaient au début du XXe siècle pour travailler dans les plantations. 